# Dolomedes crosbyi
Dolomedes crosbyi là một loài nhện trong họ Pisauridae.
Loài này thuộc chi Dolomedes. Dolomedes crosbyi được Roger de Lessert miêu tả năm 1928.